# Finnair

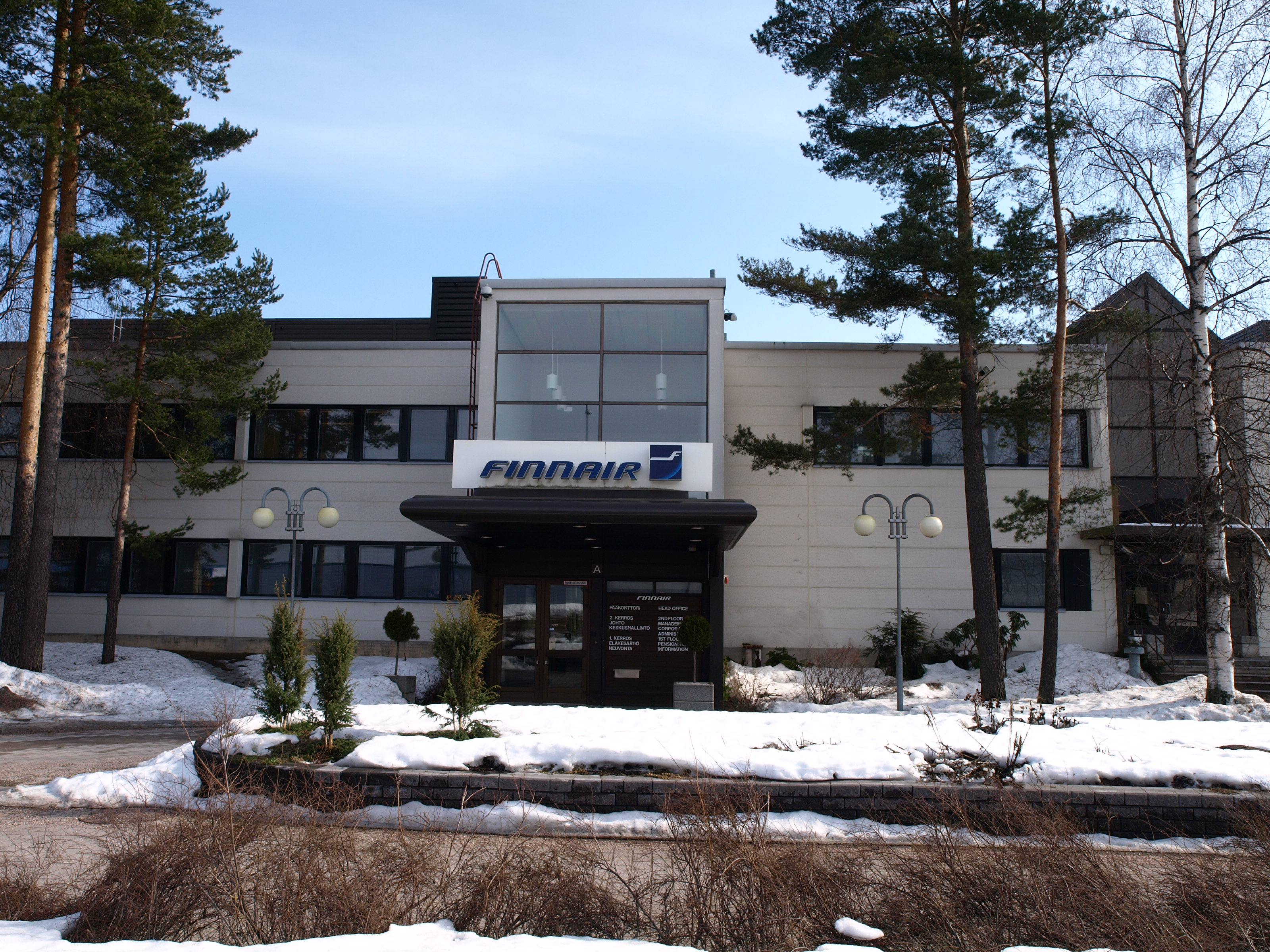
La antigua sede de Finnair

Finnair es una aerolínea finlandesa y es la más grande de Finlandia. Su sede central se encuentra en el Aeropuerto de Helsinki-Vantaa. Finnair y sus filiales dominan el tráfico aéreo nacional e internacional en Finlandia. Sus rutas cubren alrededor de 16 destinos nacionales y 55 internacionales. Finnair ha apostado fuerte por el mercado asiático y oferta muchos destinos hacia esa zona del mundo. La compañía no sufre ningún accidente desde 1963, lo que la convierte en la tercera compañía aérea más segura de la historia.

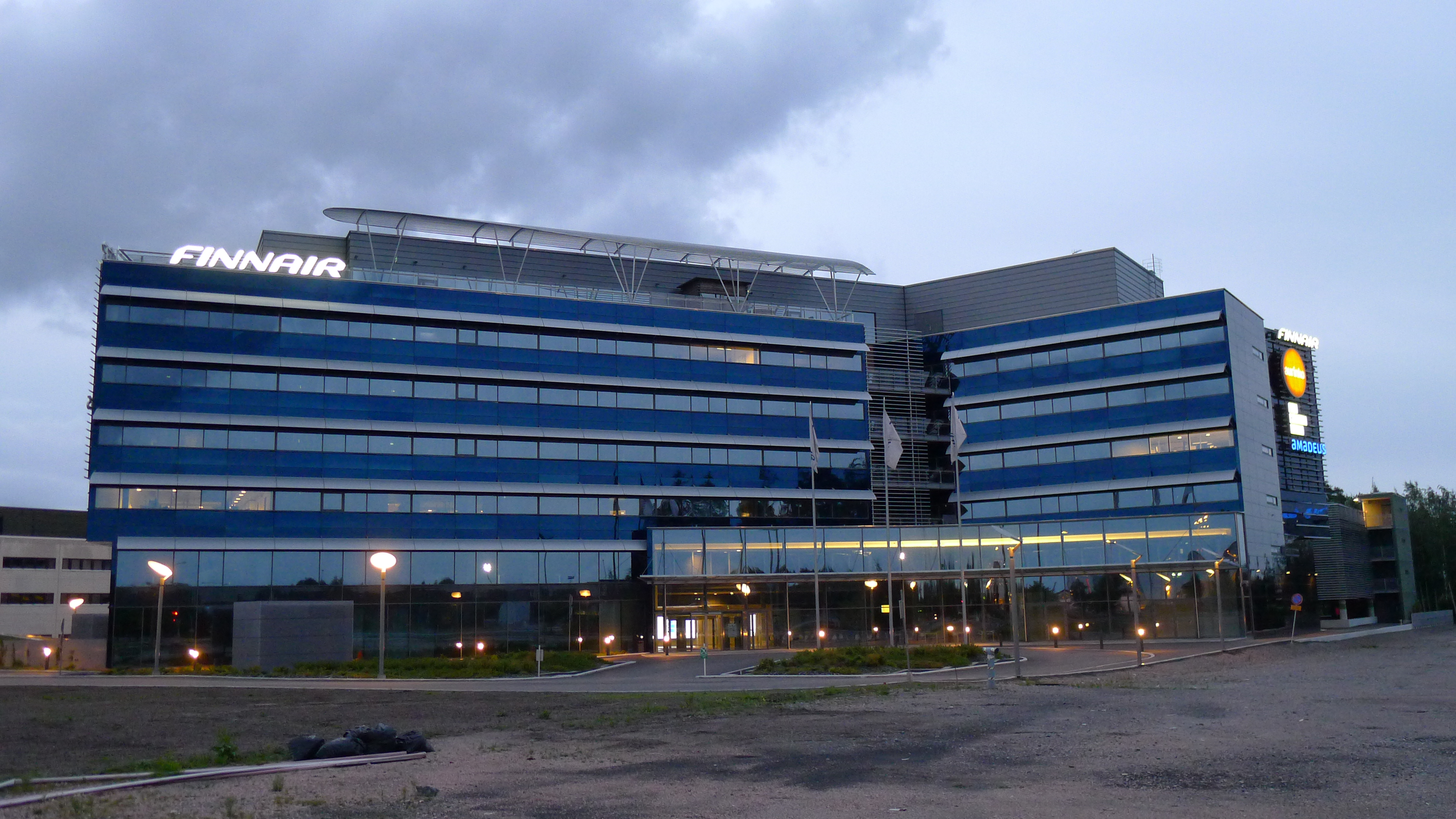
La actual sede de Finnair, House of Travel and Transportation (HOTT)

Es una de las aerolíneas más antiguas del mundo, fundada el 1 de noviembre de 1923. En la actualidad pertenece a la alianza internacional Oneworld. Su principal accionista es el Gobierno de Finlandia con el 58,7 % de las acciones.

## Destinos
Finnair opera vuelos desde su centro de Helsinki a más de 80 destinos en 35 países de Asia, Europa y Norteamérica. Finnair también vuela a seis destinos en Estados Unidos. Anteriormente, la aerolínea cubría África y Sudamérica, incluidos Egipto, Colombia y Brasil, aunque principalmente en vuelos de ocio. Finnair vuela a más de diez destinos nacionales. Los vuelos nacionales se operan en colaboración con la filial de la aerolínea Nordic Regional Airlines.
En 2021, Finnair lanzará cinco nuevos vuelos desde Estocolmo Arlanda a Bangkok y Phuket (Tailandia), así como a Nueva York-JFK, Miami y Los Ángeles (Estados Unidos). Estas rutas ya no están operativas.

## Flota
La flota de Finnair se compone de las siguientes aeronaves con una edad promedio de 12.3 años (a noviembre de 2022):

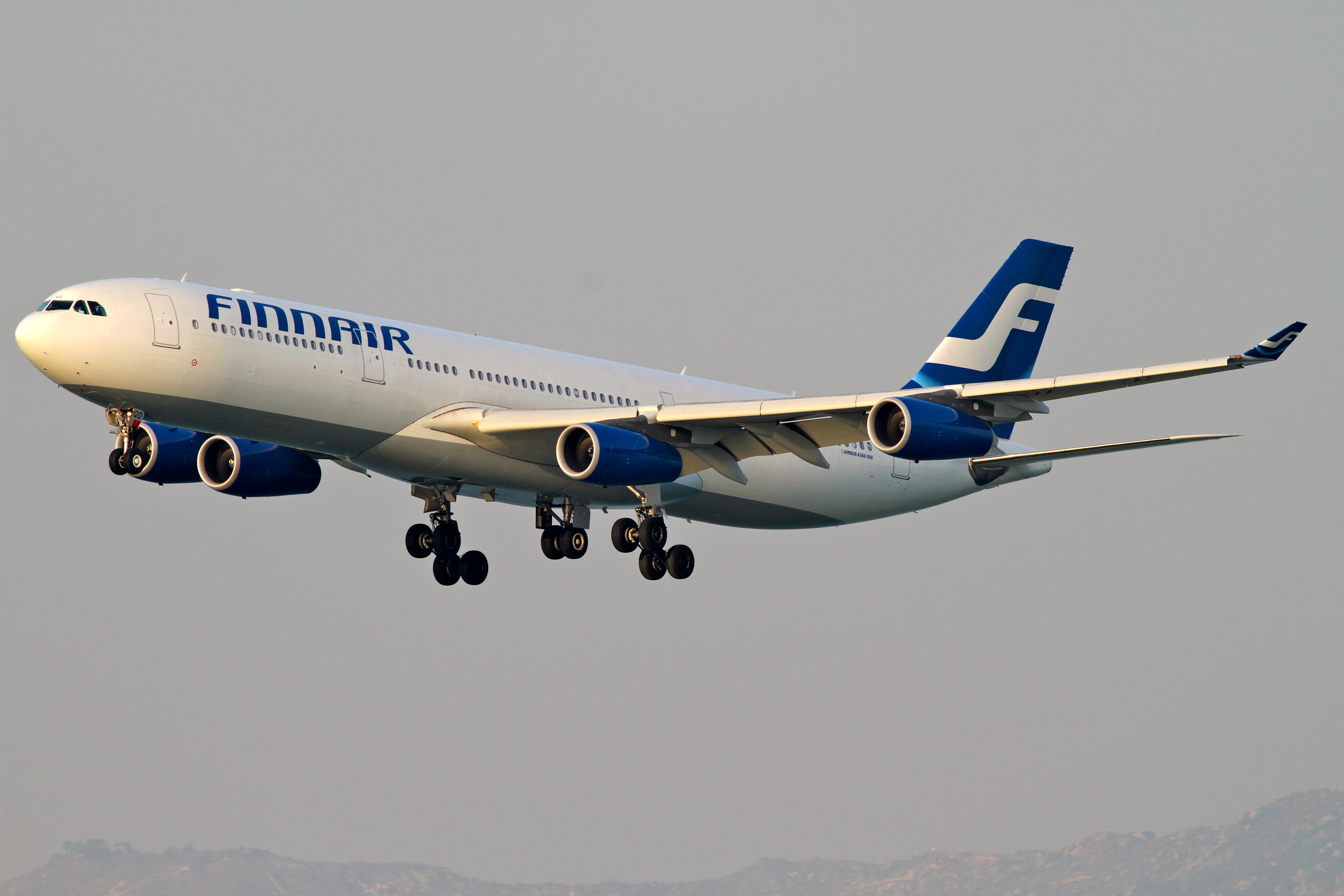
Airbus A340-300 de la compañía realizando un aterrizaje.

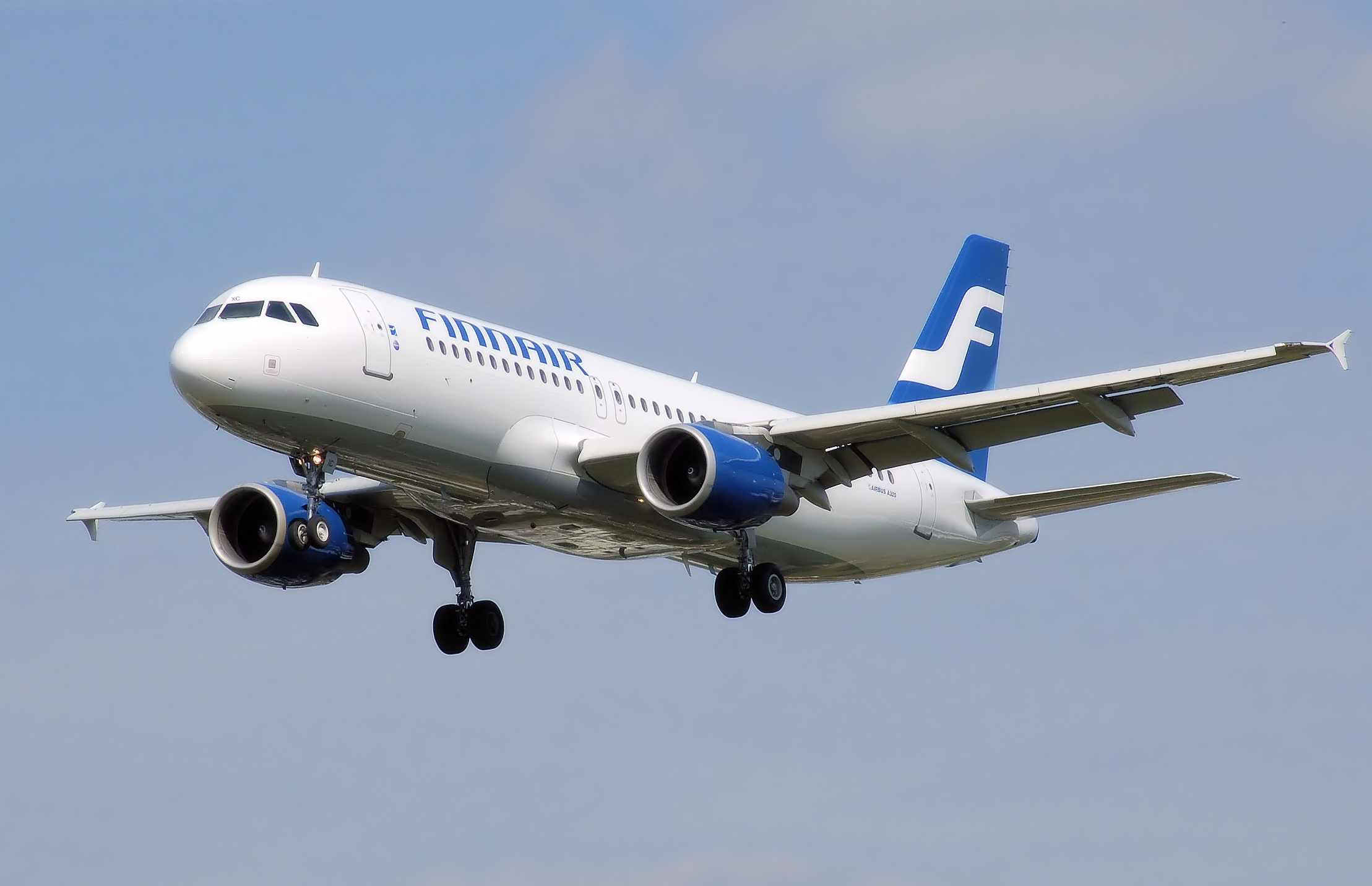
Airbus A320-200 de la compañía realizando un aterrizaje.

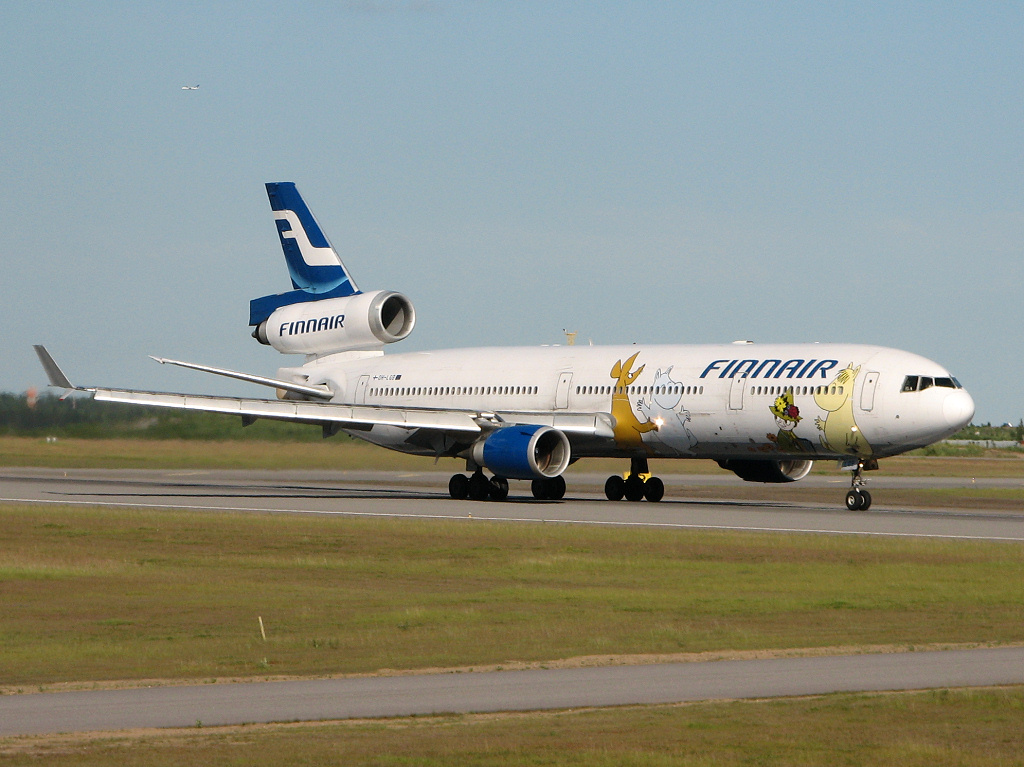
McDonnell Douglas MD-11 de la compañía con los colores de Moomin.

## Aviones operados a lo largo de su historia
- Junkers F 13 (1924-1935)
- Junkers G 24 (1926-1935)
- Junkers Ju 52/3m (1932-1949)
- de Havilland Dragon Rapide (1937-1947)
- Douglas DC-2 (1941-1948)
- Douglas DC-3 (1947-1967)
- Convair CV-440 Metropolitan (1953-1980)
- Sud Aviation Caravelle 1A (1960-1961)
- Sud Aviation Caravelle III (1961-1964)
- Sud Aviation Caravelle 10B (Super Caravelle) (1964-1983)
- Douglas DC-8-62CF (1969-1981)
- Douglas DC-8-62 (1975-1986)
- Douglas DC-9-10, DC-9-40, DC-9-50 (1971-2003)
- McDonnell Douglas DC-10-30/ER (1981-1996)
- McDonnell Douglas DC-10-30 (1975-1996)
- McDonnell Douglas MD-11 (1990-2011)
- Fokker F27 (1980-1987)
- McDonnell Douglas MD-82, MD-83, MD-87 (1983-2006)
- ATR-42 (1986-1990)
- Airbus A300B4 (1986-2004)
- ATR-72 (1989-2004)
- Saab 340 (1995-1998)
- Embraer 170 (2005-2013)
- Boeing 757-200 (1997-2014)
- Embraer 190 (2006-2015)
- Airbus A340-300 (2006-2018)